# Claosaurus
Claosaurus (лат.) — род динозавров из надсемейства Hadrosauroidea подотряда цераподов, живших в верхнемеловую эпоху (83,6—66,0 млн лет назад) на территории Северной Америки. Окаменелости церапода были найдены в штате Канзас, США. Впервые описан палеонтологом Маршем в 1890 году. Типовой вид — Claosaurus agilis.

## Описание
Claosaurus имел стройное тело и тонкие длинные задние лапы, чрезвычайно маленькие передние конечности и длинный жёсткий хвост. Предположительно его рост был примерно 3,5 м, а весил он около 475 кг. Как и другие гадрозавры, Claosaurus был травоядным.

## Классификация
На март 2016 года в род включают 1 вымерший вид и ещё один вид объявлен nomen dubium:
- Claosaurus agilis (Marsh, 1872)typus [syn. Hadrosaurus agilis Marsh, 1872, Thespesius agilis (Marsh, 1872)]
- Nomen dubium Claosaurus affinis Wieland, 1903